# 7628 Євгенійфедоров
7628 Євгенійфедоров (7628 Evgenifedorov) — астероїд головного поясу, відкритий 19 серпня 1977 року.
Тіссеранів параметр щодо Юпітера — 3,318.